# Кумискорган
Кумискорган — кокандское укрепление. Построен в 1818 году на кокандско-хивинской границе. Остатки Кумискорган сохранились на берегу канала «Ширкейли», расположенного на границе аулов Акжарма и Шаган Сырдарьинского района Кызылординской области. Ранее стены Кумискорган были высокие, квадратные, со сторожевыми башнями. Здесь располагался военный отряд. Представители кокандского хана, находящиеся в Кумискорган, собирали кушыр (налог), зекет и 1,5 тенге серебром с каждой семьи. Сохранились легенды и рассказы о названии Кумискорган. В одной из них говорится о казахской девушке Кумис, привезенной сюда насильно. В 19 веке казахи многократно выступали против засилья наместников кокандского хана в Кумискорган, его осаждали казахские батыры Бухарбай, Тоганас, Тулкибай. В 1852 году Кумискорган завоеван русским отрядом полковника И. Ф. Бларамберга.